# Uniwersalizm
Uniwersalizm (łac. universalis „powszechny, ogólny”) – dążenie do ogarnięcia pewnej całości, objęcia wszystkiego, całokształt postaw i uznanie zasady dominacji całości nad częściami; powszechność. W zależności od kontekstu koncepcja uniwersalizmu przyjmuje różne znaczenie:
- uniwersalizm w filozofii – zespół poglądów filozoficznych, uznających wyższość i dominację całości nad częściami, ogółu nad jednostkami, przeciwieństwo indywidualizmu i partykularyzmu
- uniwersalizm (religia) – akceptacja celów i środków stawianych sobie przez różne wyznania, uznanie, że Bóg czczony przez różne religie jest tym samym Bogiem
  - uniwersalizm kulturowy
  - uniwersalizm unitariański
- uniwersalizm średniowieczny – wieloaspektowa wspólnota kultury średniowiecza w Europie
  - uniwersalizm cesarski
  - uniwersalizm papieski

W średniowieczu „uniwersalizm” oznaczał jedność religii (chrześcijaństwo), języka (łacina) oraz państwa. Zwolennikami tego poglądu byli m.in. Otton III i Sylwester II. Zakładali oni stworzenie wielkiego, ponadnarodowego cesarstwa uniwersalistycznego, składającego się z krajów słowiańskich, niemieckich, francuskich i włoskich. Między innymi z tego powodu zorganizowany został zjazd gnieźnieński.